# 신라저축은행
신라저축은행은 대한민국의 상호저축은행이며, 1978년 4월 1일 창립하였다. 2013년 4월 12일 영업정지 결정되었다.

## 영업 정지
신라저축은행의 부실 경영으로 인해 금융위원회는 2013년 4월 12일 임시회의를 통해 신라저축은행의 영업정지를 결정했다. 가교은행인 '예신저축은행'이 2013년 4월 15일부터 신라저축은행을 이어받아 영업재개한다. 이후 웰컴금융그룹에서 예신저축은행(신라저축은행의 가교은행)을 100% 인수하여 웰컴저축은행이 되었다.

## 같이 보기
- 예신저축은행